# Ризький зоопарк
57°00′24″ пн. ш. 24°09′36″ сх. д. / 57.0067° пн. ш. 24.16° сх. д.
Ризький зоопарк (латис. Rīgas zoodārzs) розташований в столиці Латвії — Ризі, на території мікрорайону Межапаркс, на західному березі озера Кишезерс.

## Історія
Першим кроком до створення в Ризі зоопарку стало заснування 1908 року товариства «Ризький зоологічний сад», але лише через чотири роки, 14 (27) жовтня 1912 року, зоосад був відкритий для відвідувачів.
Під час Першої світової війни зоопарк був вивезений в Кенігсберг і відновлений тільки в 1932—1933 роках. У 1933 році директором Ризького зоопарку став ентомолог Лісового департаменту Латвії Лаймоніс Гайлітіс. Під час Другої світової війни парк і тварини практично не постраждали, але доступ відвідувачів був закритий.
У 1987 році в Ризькому зоопарку налічувалося 2150 особин тварин 405 видів.
З 1990-х років зоопарк є муніципальної власністю. Фінансові труднощі змусили зоопарк розлучитися з деякими тваринами, зокрема, зі слонами. Активну позицію в боротьбі за збереження тварин у Ризькому зоопарку, в тому числі народженої в ньому слонихи Зузіте, займала відома письменниця Дзідра Ринкюле-Земзаре, нею проводилася кампанія по збору коштів на утримання тварин.
В даний час зоопарк відкритий цілий рік, його площа становить 19,9 га. В 1993 році був відкритий філіал «Цирулі» поблизу Лієпаї, розташований на території площею 137 га. Відвідуваність Ризького зоопарку оцінюється в 300 тис. відвідувачів у рік.

### Події
- Вранці 7 січня 2011 року сталася пожежа в будиночку для зебр, загинули тварини (антилопа і зебри)[5].